# Florence (Carolina do Sul)
Florence é uma cidade localizada no estado norte-americano da Carolina do Sul, no Condado de Florence. A cidade foi fundada em 1719, e incorporada em 1890.

## Demografia
Segundo o censo norte-americano de 2000, a sua população era de 30.248 habitantes.
Em 2006, foi estimada uma população de 31.284, um aumento de 1036 (3.4%). Sua região metropolitana possui 196 291 habitantes.

## Geografia
De acordo com o United States Census Bureau tem uma área de
45,9 km², dos quais 45,8 km² cobertos por terra e 0,1 km² cobertos por água.

## Localidades na vizinhança
O diagrama seguinte representa as localidades num raio de 28 km ao redor de Florence.